# Ruud van Nistelrooij
Rutgerus Johannes Martinus (Ruud) van Nistelrooij (Oss, 1 juli 1976) is een Nederlands voetbaltrainer en voormalig voetballer, die doorgaans centraal in de aanval speelde. Hij speelde van 1993 tot en met 2012 voor achtereenvolgens FC Den Bosch, sc Heerenveen, PSV, Manchester United, Real Madrid, Hamburger SV en Málaga CF. Hij werd landskampioen in Nederland, Engeland en Spanje en in alle drie die landen ook minimaal één keer nationaal topscorer. Van Nistelrooij kwam zeventig keer uit voor het Nederlands voetbalelftal en scoorde daarin 35 doelpunten.
Na zijn spelerscarrière werd hij voetbaltrainer. In 2021 was Van Nistelrooij hoofdtrainer van Jong PSV en met ingang van het seizoen 2022/23 werd hij hoofdtrainer van PSV. Op 24 mei 2023 stopte hij per direct als trainer van PSV, net voor het eind van een seizoen waarin hij de club naar de Johan Cruijff schaal en de KNVB Beker leidde. In juli 2024 werd hij voor twee seizoenen aangesteld als assistent-trainer van Manchester United. Op 28 oktober 2024 werd hij na het ontslag van hoofdcoach Erik ten Hag tot en met 10 november dat jaar aangesteld als interim-hoofdcoach. In december 2024 werd Van Nistelrooij gepresenteerd als nieuwe trainer van Leicester City.

## Clubvoetbal

### Den Bosch
Van Nistelrooij groeide op in Geffen. Hij begon met voetballen bij de plaatselijke amateurclub aldaar, VV Nooit Gedacht. Daar speelde hij enige tijd, maar wilde graag hogerop, en koos voor het hoger aangeschreven RKSV Margriet uit Oss. Hierna ging hij naar FC Den Bosch waar hij bij de jeugd begon en enkele jaren later, op 17-jarige leeftijd, onder trainer Hans van der Pluijm debuteerde in het eerste. Dat was op 3 mei 1994 in een uitwedstrijd tegen ADO Den Haag. Zijn scorend vermogen viel bij de Bossche club nog niet op, onder meer omdat Van Nistelrooij toen centraal op het middenveld speelde en ploeggenoot Anthony Lurling vanaf de vleugel de afmaker was. Bij FC Den Bosch speelde hij zes jaar bij de jeugd, en vier seizoenen in de hoofdmacht.

### Heerenveen
Na FC Den Bosch vertrok Van Nistelrooij voor 650.000 gulden naar sc Heerenveen. Onder trainer Foppe de Haan ontplooide hij zich verder. De Haan wist hem te overtuigen om in de spits te spelen.
Zijn debuut bij sc Heerenveen was tijdens een wedstrijd in de Intertoto, uit tegen het Wit-Russische Dinamo-93 Minsk. De wedstrijd eindigde in een 1-0 nederlaag.
Op de eerste competitiedag scoorde Van Nistelrooij de 2-1 thuis tegen NAC. Hij stond opgesteld als spits. Na acht wedstrijden had Van Nistelrooij twee doelpunten achter zijn naam staan, maar hij had indruk gemaakt met zijn spel. Hij werd gezien als een belofte, en geselecteerd voor Jong Oranje.

### PSV
In de zomer van 1998 contracteerde PSV Van Nistelrooij voor 5 jaar. PSV moest sc Heerenveen een bedrag van 12 miljoen gulden (5,4 miljoen euro) betalen, op dat moment een recordbedrag voor een binnenlandse transfer. Van Nistelrooij werd succesvol bij PSV. Het eerste doelpunt voor PSV maakte hij tegen zijn oude club sc Heerenveen. Van Nistelrooij kwam in het eerste seizoen tot 31 doelpunten in de competitie en bezette daarmee de tweede plaats op de all-time-clubtopscorerslijst, na Coen Dillen die in 1955/57 43 keer scoorde in één seizoen. In het seizoen erna scoorde hij 29 keer in 23 wedstrijden. Van Nistelrooij raakte tijdens het seizoen geblesseerd. Op 7 maart 2000 speelde PSV een oefenwedstrijd tegen het Deense Silkeborg IF. Al na 5 minuten moest Van Nistelrooij geblesseerd het veld verlaten. Van Nistelrooij probeerde een omhaal te maken en kwam daarbij ongelukkig terecht tussen twee verdedigers. Na onderzoek werd bekend dat de mediale band van zijn rechterknie was afgescheurd. Het been moest in het gips en volgens clubarts Cees-Rein van den Hoogenband zou het herstel twee maanden duren.
Van Nistelrooij stond in de belangstelling van enkele buitenlandse clubs, maar besloot nog een jaar te blijven. Hij richtte zich vervolgens op het aankomende EK. Op 16 april hervatte Van Nistelrooij de training en enkele dagen later werd PSV kampioen.
Op 22 april 2000 lekte het nieuws uit dat Van Nistelrooij naar Manchester United ging voor een medische keuring. Op 25 april werd hij volgens de media gecontracteerd voor 65 miljoen gulden (29,5 miljoen euro). Hij zou een contract voor 5 jaar tekenen en ongeveer 70.000 euro per week verdienen. Toch ontstond er enige onduidelijkheid over de transfer: "is hij nou wel of niet door de medische keuring gekomen en is de transfer nu wel of niet beklonken?" Geruchten gingen dat er intern bij Manchester United problemen waren (tussen Ferguson en voorzitter Martin Edwards). Op 27 april kwam er duidelijkheid van de kant van Manchester United: Van Nistelrooij had bepaalde tests niet gehaald en van een transfer was voorlopig geen sprake. PSV-voorzitter Harry van Raaij liet weten dat Van Nistelrooij nu weer andere clubs als optie had. Van Nistelrooij was toen nog steeds bezig met zijn herstel toen hij op 28 april tijdens kopoefeningen weer door zijn knie ging. Snel werd hij naar het ziekenhuis gebracht, waar na een kijkoperatie duidelijk werd dat een operatie noodzakelijk was. Zijn rechterkruisband was afgescheurd en Van Nistelrooij was ongeveer acht maanden uitgeschakeld. Alex Ferguson liet de dag erop weten dat de transfer van de baan was. Voor Van Nistelrooij dus geen Manchester United, geen Gouden Schoen en geen EK 2000. Van Nistelrooij onderging de operatie in de Verenigde Staten bij chirurg Richard Steadman, die ook eerder PSV'er Ovidiu Stîngă opereerde. Hiervoor moest hij naar Vail (VS). In de zomer van 2000 trok PSV een nieuwe spits aan: Mateja Kežman. In augustus 2000 kreeg Van Nistelrooij een uitnodiging van Manchester United om een weekje bij de club te gaan trainen. Hoewel er geen afspraken waren gemaakt over een (nieuwe) transfer, had Manchester United Van Nistelrooij niet uit het oog verloren. Voorzitter Van Raaij reageerde furieus op Manchester United en wilde opheldering van de clubleiding. Uiteindelijk bood Peter Kenyon, toenmalig directeur van Manchester United, zijn excuses aan. Op 16 januari 2001 keerde Van Nistelrooij voor het eerst terug op het veld. Direct raakten de Britse media geïnteresseerd in het verhaal-Van Nistelrooij. In februari werd een testwedstrijd georganiseerd tussen Jong PSV en de A1 (gemixt) waarin hij zijn rentree maakte. Hij maakte twee doelpunten en kreeg toestemming om op 1 maart mee te doen met Jong PSV tegen Jong Sparta. In een wedstrijd die in 1-6 zou eindigen, wist hij weer twee keer het net te vinden. Het moment van rentree kwam steeds dichterbij. Op 3 maart 2001 was daar het moment: in de thuiswedstrijd tegen Roda JC mocht Van Nistelrooij na 34 minuten Eric Addo vervangen. Een ovationeel applaus rolde van de tribunes toen hij het veld betrad. Een paar dagen later volgde een domper: Van Nistelrooij was evenals Addo door een fout bij PSV niet ingeschreven voor de UEFA Cup en dus niet speelgerechtigd. PSV vroeg nog om dispensatie bij de UEFA, maar die was onverbiddelijk: geen UEFA-Cup voor Van Nistelrooij en Addo. In de competitie werd er wel gewoon doorgespeeld en Van Nistelrooij maakte op 31 maart zijn eerste doelpunt na lange tijd: in de thuiswedstrijd tegen FC Twente (2-1) maakte hij beide doelpunten.
In april komen er weer geruchten over een transfer naar Manchester United. De club zou al in onderhandeling zijn met zaakwaarnemer Rodger Linse. Op 8 april zat Alex Ferguson op de tribune bij Ajax-PSV om Van Nistelrooij te bekijken. Eind april worden de onderhandelingen dan geopend. Op 23 april komt persbureau Reuters met een bericht: Van Nistelrooij naar Manchester United. Het transferbedrag is 67 miljoen gulden (30,4 miljoen euro), 2 miljoen gulden meer dan het jaar daarvoor en een recordbedrag in de Premier League. Ook nu tekende hij een contract voor 5 jaar. Op 27 april werd hij gepresenteerd bij Manchester United. Het was officieel: Van Nistelrooij werd een Mancunian.

### Manchester United

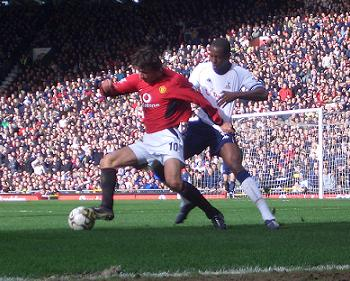
Spelend voor Manchester

In Manchester speelde Van Nistelrooij, die zich daar al snel Van Nistelrooy laat noemen, onder trainer Alex Ferguson samen met onder meer Ryan Giggs, Paul Scholes en David Beckham. In zijn eerste seizoen daar vond Van Nistelrooij in totaal 36 keer het net. Hij werd dat seizoen door de Premiership-spelers tot speler van het jaar gekozen. Hij volgde Teddy Sheringham op en had voorgangers als Éric Cantona, Roy Keane, Dennis Bergkamp en Ian Rush. Van Nistelrooij wordt tevens topscorer in de UEFA Champions League.
In zijn tweede seizoen weet hij 44 keer het net te vinden, wat leidt tot het landskampioenschap van zijn team. Ook wordt hij weer topscorer in de UEFA Champions League. Een van de meest memorabele doelpunten maakt hij tegen Fulham FC: vanaf de middellijn passeert Van Nistelrooij vijf verdedigers, om daarna met een schuiver de doelman te passeren.
In dit seizoen wordt Van Nistelrooij topscorer van de Premier League met 25 doelpunten en maakt hij 3 hattricks. Aan het einde van het seizoen scoorde hij 8 wedstrijden op rij, ook hiermee brak hij een record.
In het seizoen 2003/2004 wist hij ook in de eerste twee wedstrijden te scoren, daarmee kwam zijn reeks op 10 wedstrijden. Hij scoorde zijn 100ste goal voor Manchester United. Dit deed hij in een wedstrijd tegen Everton FC waar hij twee doelpunten voor zijn rekening nam, de wedstrijd werd uiteindelijk met 4-3 gewonnen.
Vervolgens raakt Van Nistelrooij in een lichte vormcrisis. De vier gemiste penalty’s (waaronder een in blessuretijd tegen Arsenal, zie hieronder) illustreren het beeld.
Het seizoen erop speelde hij maar weinig wedstrijden, mede door een blessure die hem enkele maanden aan de kant hield. Hij sloot met zes competitiedoelpunten, uit 17 wedstrijden, een moeizaam seizoen af. In de Champions League ging het Van Nistelrooij beter af, hij maakte 8 doelpunten. Hij maakte zijn 30e Europese doelpunt voor Manchester United tegen Lyon, hiermee nam hij het record over van de legendarische Denis Law. De wedstrijd eindigde in een 2-2 gelijkspel, beide doelpunten kwamen op naam van Van Nistelrooij.
Het Seizoen 2005/2006 ging weer goed van start: Van Nistelrooij scoorde in de eerste vier wedstrijden. Hij was dit seizoen echter niet verzekerd van een basisplaats. Op 26 februari 2006 kwam het tot een botsing tussen Van Nistelrooij en trainer Alex Ferguson. Die dag speelde Manchester de finale van de League Cup 2006 tegen Wigan Athletic. In de wedstrijd posteerde Ferguson de Franse spits Louis Saha naast Wayne Rooney in plaats van Van Nistelrooij. Saha speelde een goede wedstrijd en de ploeg kwam eenvoudig op een 4-0 voorsprong, door doelpunten van Saha, Rooney (2x) en Cristiano Ronaldo. Toen in de 83e minuut Ferguson een dubbele wissel doorvoerde en duidelijk werd dat Van Nistelrooij ook geen invalbeurt gegund werd, werd Van Nistelrooij boos. Hij maakte zijn trainer uit voor "Cunt" en moest door teamgenoten tot kalmte worden gemaand. Dit accepteerde Ferguson niet en hij liet de spits op de transferlijst zetten. Uiteindelijk eindigde Van Nistelrooij dat seizoen toch nog als tweede op de topscorers lijst met 21 doelpunten. Pas in 2010 werd de relatie tussen Ferguson en Van Nistelrooij hersteld, nadat Van Nistelrooij zijn excuses aanbood voor het incident.
Van Nistelrooij nam afscheid bij Manchester United met tal van records. Hij scoorde 150 doelpunten in 219 wedstrijden, en is de clubtopscorer op Europees gebied met 38 doelpunten.

#### Arsenal-incident
In september 2003 speelde Manchester United tegen Arsenal in de Premier League. In de 80e minuut kreeg Arsenal-middenvelder Patrick Vieira het aan de stok met Van Nistelrooij na een tackle van de Nederlander. Vieira, die enkele minuten daarvoor al geel had gekregen, moest het veld verlaten met een tweede gele kaart. De Arsenal-spelers namen Van Nistelrooij dit niet in dank af. Tien minuten later (in blessuretijd), bij een 0-0 stand mocht Van Nistelrooij een strafschop nemen, maar hij schoot de bal tegen de lat. De Arsenal-spelers, met Martin Keown voorop, renden naar Van Nistelrooij en schreeuwden hem vol in het gezicht. Daarbij raakte Keowns arm het achterhoofd van Van Nistelrooij, die zelf niet reageerde en snel de spelerstunnel in liep. Behalve Van Nistelrooij waren ook Cristiano Ronaldo, Ashley Cole en Gary Neville betrokken bij vechtpartijen. Dit incident ontketende ook (weer) een ruzie tussen Manchester United en Arsenal, die mede door de voetbalbond gesust moest worden.

### Real Madrid

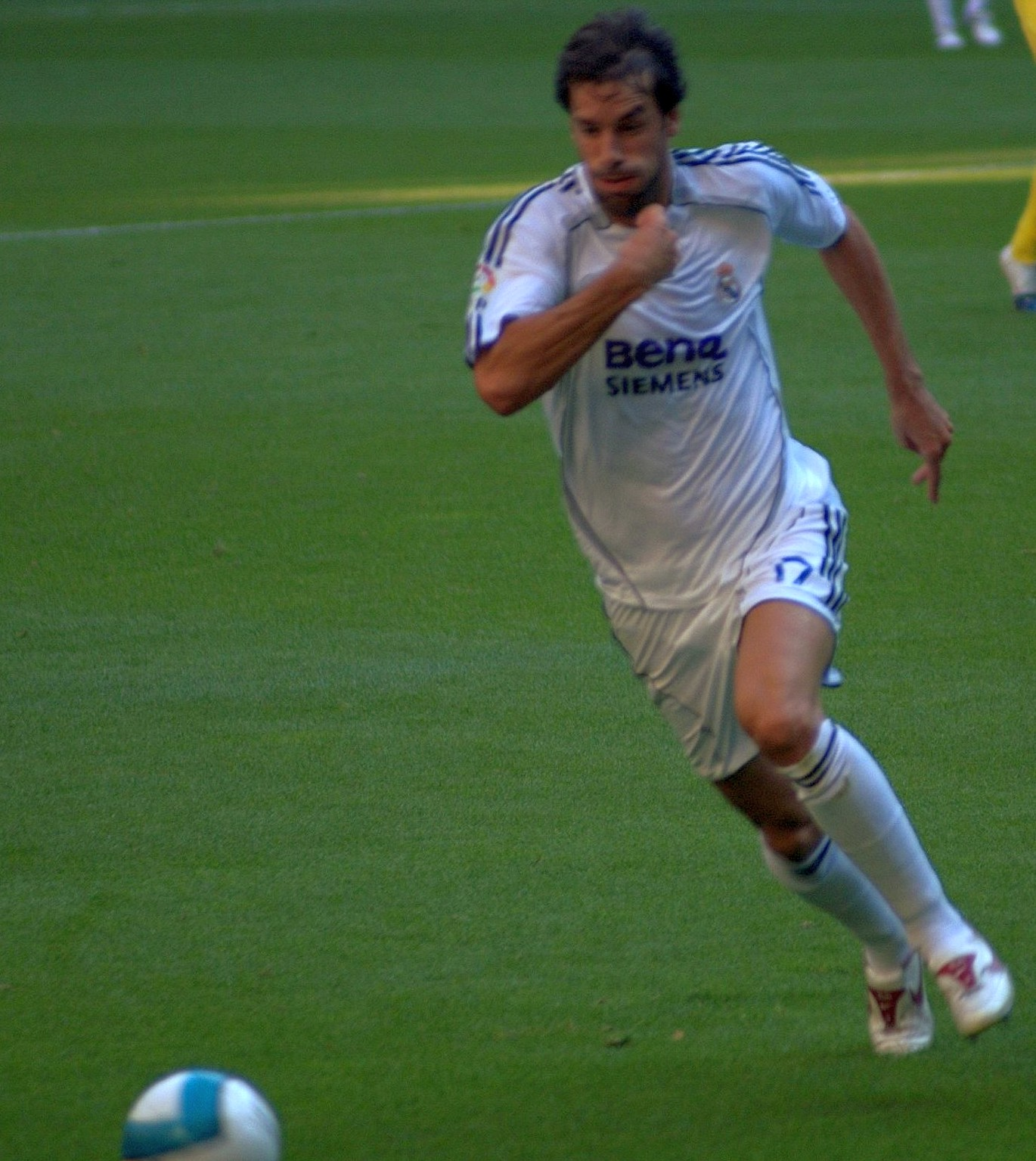
Van Nistelrooij bij Real Madrid

Tijdens het seizoen 2005-2006 kreeg Van Nistelrooij ruzie met trainer Ferguson. Gedurende de finale van de League Cup tegen Wigan Athletic werd hij 90 minuten op de bank gehouden, ten faveure van Louis Saha. Gezien de perikelen bij Manchester United vertrok Van Nistelrooij al eerder naar het trainingskamp van het Nederlands elftal. Tijdens het WK liet hij weinig meer los dan dat er een 'meningsverschil' was tussen hem en Ferguson. Na het WK liet Ferguson weten dat Van Nistelrooij vrij was om te gaan. In de weken daarna waren er geruchten dat hij zou worden overgenomen door Real Madrid of Bayern München.
Op vrijdag 28 juli maakte Real Madrid uiteindelijk via zijn website bekend dat ze voor 15 miljoen euro Van Nistelrooij zouden overnemen. Hij stond bij Real Madrid in de spits met bekende spelers als Ronaldo, Robinho en Raúl.
Van Nistelrooij sloot zijn eerste seizoen succesvol af als kampioen en topscorer van de Primera División met 25 treffers. Hij liep net de Gouden Schoen mis. Ook stond hij tweede in de topscorersranglijst van de UEFA Champions League 2006-2007, achter Kaká van AC Milan.
Ook in zijn tweede seizoen werd Van Nistelrooij met Real Madrid kampioen. Zijn aandeel in dat kampioenschap was minder dan het eerste jaar aangezien hij lange tijd geblesseerd was. Van Nistelrooij speelde 24 competitiewedstrijden waarin hij 16 keer scoorde.
In het seizoen 2009/2010 begon Van Nistelrooij twee wedstrijden op de bank, maar op 20 september maakte hij in Bernabeu tegen Xerez zijn rentree, en schoot vervolgens al na negen minuten raak. Ook gaf hij een assist aan Benzema, die kort daarvoor de 4-0 maakte. Hij liep bij zijn goal tegen een nieuwe dijbeenblessure aan, waardoor hij weer vier weken op de bank zat.
In de winter van het seizoen 2009/2010 maakte Van Nistelrooij duidelijk dat hij Real Madrid wil verlaten omdat hij vond dat hij te weinig speelde. Van Nistelrooij werd in verband gebracht met onder andere Liverpool, Stoke City en West Ham United. Die laatste club wilde Van Nistelrooij een contract aanbieden waarin hij £100.000 per week zou verdienen. Van Nistelrooij accepteerde dat bod echter niet. Tottenham Hotspur wilde de Nederlander ook inlijven, alleen was zijn salaris te hoog voor de club, meldde de trainer van The Spurs Harry Redknapp. Ook vond de trainer het 'een gok' om Van Nistelrooij over te nemen na zijn lange periode zonder gespeeld te hebben door zijn blessure. 'Een fitte Van Nistelrooij is van wereldklasse, maar het is een gok of hij fit genoeg is.' Daarmee haakte Tottenham af in de strijd voor Van Nistelrooij. Van Nistelrooij werd ook in verband gebracht met het Turkse Galatasaray, de club van de Nederlandse trainers Frank Rijkaard en Johan Neeskens, alleen wilde Van Nistelrooij liever naar Engeland.

### HSV
Op 22 januari 2010 praatte Van Nistelrooij met de Duitse club HSV. Hij had eerder al met de trainer van de club, Bruno Labbadia, gesproken. HSV wilde Van Nistelrooij huren tot het einde van het seizoen. Na dit seizoen liep het contract van Van Nistelrooij af, waarna HSV hem wilde overnemen. Naar verluidt lag er twee miljoen euro salaris voor Van Nistelrooij klaar. Van Nistelrooij nam voor het duel tussen Real Madrid en Málaga CF afscheid van het publiek, om een dag later bij HSV medisch gekeurd te worden. Van Nistelrooij speelde op 29 januari 2010 nog niet mee in de wedstrijd tegen landskampioen VfL Wolfsburg. Op 6 februari maakte hij zijn debuut voor HSV. Hij mocht invallen in de 89e minuut en mocht gelijk de aftrap nemen tegen 1. FC Koln. De wedstrijd eindigde in 3-3. Een week later zat hij opnieuw op de bank, ditmaal tijdens een uitwedstrijd tegen VfB Stuttgart. Van Nistelrooij kwam in de 65e minuut in het veld voor Mladen Petric bij een stand van 1-1. Van Nistelrooij's eerste balcontact leverde meteen een goal op in de 75e minuut. Van Nistelrooij's tweede balcontact twee minuten later ging er ook in. De wedstrijd eindigde in een 1-3 winst voor HSV. De andere goals werden gemaakt door Van Nistelrooij's ploeggenoot en tevens ex-FC Groninger Marcus Berg in de 23e minuut en Christian Träsch van Stuttgart wist te scoren. De volgende wedstrijd voor HSV was tegen PSV, de oude ploeg van Van Nistelrooij, om de UEFA Europa League. Opnieuw begon Van Nistelrooij op de bank. Toen Van Nistelrooij in de 65e minuut in het veld kwam, stond het al 1-0 voor HSV door een benutte strafschop van Marcell Jansen. Van Nistelrooij kon niks meer aan de uitslag veranderen. De volgende wedstrijd was tegen Eintracht Frankfurt. De wedstrijd eindigde in 0-0. Van Nistelrooij zat niet bij de selectie. Van Nistelrooij riep vanaf hij bij HSV was dat hij uitkeek naar de wedstrijd tegen PSV in Eindhoven. Of hij mee deed was nog allesbehalve zeker want Van Nistelrooij had last van een bovenbeenblessure. Ook ploeggenoot en Nederlander Eljero Elia kampte met een blessure en was nog niet zeker. Op 23 februari werd bekend dat Van Nistelrooij niet tegen zijn oude ploeg speelt. HSV wilde geen risico lopen dat ze hem langer moeten missen.
Op donderdag 8 april, plaatste HSV, met Van Nistelrooij, zich voor de halve finale van de Europa League. Dit was pas de tweede halve finale in een Europees toernooi voor Van Nistelrooij. In de eerste wedstrijd van het volgende seizoen tegen Schalke 04 wint HSV dankzij 2 doelpunten van Van Nilstelrooy. Op 14 januari werd bekendgemaakt, in het RTL 7-programma Voetbal International, dat Van Nistelrooij de overstap terug naar Real Madrid kon maken aangezien Jose Mourinho hem als tweede spits wilde gaan gebruiken. HSV hield dit echter tegen omdat Van Nistelrooij nog een contract had lopen.
Hierna gaf Van Nistelrooij aan HSV te verlaten aan het eind van het seizoen.
In de stadsderby tegen FC St. Pauli werd Van Nistelrooij na 72 minuten, onder begeleiding van een fluitconcert, gewisseld. Tijdens de wedstrijd die daarop volgde, tegen Werder Bremen, zat Van Nistelrooij op de bank.

### Málaga
Van Nistelrooij diende zijn contract bij HSV uit en tekende vervolgens op 1 juni 2011 een eenjarig contract bij Málaga. Coach Manuel Pellegrini was een voorstander van de terugkeer van Van Nistelrooij naar Spanje, die hij kende van zijn periode bij Real Madrid. Volgens Spaanse media ontving de spits in ruil voor zijn diensten een jaarsalaris van zes miljoen euro. Met Málaga kwalificeerde hij zich voor de UEFA Champions League 2012/13. Op 14 mei 2012 maakte hij bekend te stoppen als speler.

### Statistieken
| Seizoen | Club              | Competitie       | Competitie | Competitie | Beker | Beker  | Europa | Europa | Overig | Overig | Totaal | Totaal |
| Seizoen | Club              | Competitie       | Wed.       | Doelp.     | Wed.  | Doelp. | Wed.   | Doelp. | Wed.   | Doelp. | Wed.   | Doelp. |
| ------- | ----------------- | ---------------- | ---------- | ---------- | ----- | ------ | ------ | ------ | ------ | ------ | ------ | ------ |
| 1993–94 | FC Den Bosch      | Eerste Divisie   | 2          | 0          | 0     | 0      | —      | —      | —      | —      | 2      | 0      |
| 1994–95 | FC Den Bosch      | Eerste Divisie   | 15         | 3          | 3     | 2      | —      | —      | —      | —      | 18     | 5      |
| 1995–96 | FC Den Bosch      | Eerste Divisie   | 21         | 2          | 0     | 0      | —      | —      | —      | —      | 21     | 2      |
| 1996–97 | FC Den Bosch      | Eerste Divisie   | 31         | 12         | 0     | 0      | —      | —      | —      | —      | 31     | 12     |
| 1997–98 | SC Heerenveen     | Eredivisie       | 31         | 13         | 5     | 3      | 4      | 0      | —      | —      | 40     | 16     |
| 1998–99 | PSV               | Eredivisie       | 34         | 31         | 4     | 4      | 7      | 6      | 1      | 0      | 46     | 41     |
| 1999–00 | PSV               | Eredivisie       | 23         | 29         | 1     | 0      | 8      | 3      | —      | —      | 32     | 32     |
| 2000–01 | PSV               | Eredivisie       | 10         | 2          | 2     | 2      | —      | —      | —      | —      | 12     | 4      |
| 2001–02 | Manchester United | Premier League   | 32         | 23         | 2     | 2      | 14     | 10     | 1      | 1      | 49     | 36     |
| 2002–03 | Manchester United | Premier League   | 34         | 25         | 7     | 5      | 11     | 14     | —      | —      | 52     | 44     |
| 2003–04 | Manchester United | Premier League   | 32         | 20         | 4     | 6      | 7      | 4      | 1      | 0      | 44     | 30     |
| 2004–05 | Manchester United | Premier League   | 17         | 6          | 3     | 2      | 7      | 8      | —      | —      | 27     | 16     |
| 2005–06 | Manchester United | Premier League   | 35         | 21         | 4     | 1      | 8      | 2      | —      | —      | 47     | 24     |
| 2006–07 | Real Madrid       | Primera División | 37         | 25         | 3     | 2      | 7      | 6      | —      | —      | 47     | 33     |
| 2007–08 | Real Madrid       | Primera División | 24         | 16         | 1     | 0      | 7      | 4      | 1      | 0      | 33     | 20     |
| 2008–09 | Real Madrid       | Primera División | 6          | 4          | 0     | 0      | 4      | 3      | 2      | 3      | 12     | 10     |
| 2009–10 | Real Madrid       | Primera División | 1          | 1          | 2     | 0      | 1      | 0      | —      | —      | 4      | 1      |
| 2009–10 | Hamburger SV      | Bundesliga       | 11         | 5          | 0     | 0      | 7      | 2      | —      | —      | 18     | 7      |
| 2010–11 | Hamburger SV      | Bundesliga       | 25         | 7          | 1     | 3      | —      | —      | —      | —      | 26     | 10     |
| 2011–12 | Málaga            | Primera División | 28         | 4          | 4     | 1      | —      | —      | —      | —      | 32     | 5      |
|         | Carrièretotaal    | Carrièretotaal   | 449        | 249        | 46    | 33     | 92     | 62     | 6      | 4      | 593    | 348    |

## Interlandvoetbal

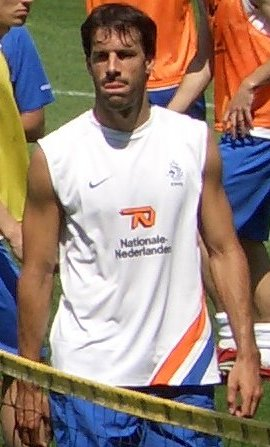
Van Nistelrooij met het Nederlands elftal

Met Jong Oranje nam hij deel aan het Europees kampioenschap voetbal onder 21 - 1998. Van Nistelrooij maakt zijn debuut voor het Nederlands voetbalelftal op 18 november 1998 in de uitwedstrijd tegen Duitsland. Samen met Patrick Kluivert maakt hij grote indruk en een nieuw koningskoppel lijkt geboren, maar (zo zal later blijken) zal zelden nog voor echt succes zorgen. Het eerste doelpunt van Van Nistelrooij volgt op 28 april 1999 tegen Marokko. De interland tegen Duitsland (23 februari 2000) is de laatste interland voor zijn blessure, die hem ook het EK in eigen land kost. Daarna keert hij terug bij het Nederlands voetbalelftal en blijft daar meestal vaste waarde. Na het missen van het WK in 2002 komt in 2004 zijn eerste grote toernooi: het EK in Portugal, waar hij 4 doelpunten maakt. Ook in de kwalificatiewedstrijden voor het WK in 2006 is Van Nistelrooij vaste keus.
Tijdens het WK kwam hij in actie in alle drie de groepswedstrijden en steeds werd hij gewisseld. Tegen Ivoorkust scoorde hij, maar in de wedstrijd tegen Portugal, waarin Nederland werd uitgeschakeld, werd hij niet opgesteld. Na het toernooi werd Van Nistelrooij door bondscoach Marco van Basten niet uitgenodigd voor een vriendschappelijke wedstrijd tegen Ierland. De bondscoach wilde het met andere spitsen proberen tot ongenoegen van Van Nistelrooij. Hij gaf een geruchtmakend interview waarin hij Van Basten ervan beschuldigde alleen spelers op te stellen die hij persoonlijk mocht. Daarop werd Dirk Kuijt opgesteld. Van Nistelrooij voelde in een gesprek met de bondscoach Van Basten geen onvoorwaardelijk vertrouwen. In mei 2007 belde Van Basten en vroeg opnieuw naar de beschikbaarheid van Van Nistelrooij. Hij besloot hierop om zich weer beschikbaar te stellen. Sindsdien hadden de twee, volgens Van Nistelrooij, een uitstekende relatie.
Tijdens het EK 2008 in Zwitserland en Oostenrijk was Nederland ingedeeld in Groep C bij Frankrijk, Italië en Roemenië. Van Nistelrooij scoorde de Nederlandse openingsgoal in de openingswedstrijd tegen Italië. Van Nistelrooij speelde ook in de met 4-1 gewonnen wedstrijd tegen Frankrijk. Omdat Nederland zich dan al geplaatst heeft voor de volgende ronde, krijgt Van Nistelrooij, met negen andere basisspelers, tegen Roemenië een wedstrijd rust. In de kwartfinale tegen Rusland gaat het minder goed met Nederland. Vijf minuten voor tijd scoorde Van Nistelrooij de gelijkmaker tegen Rusland, maar in de verlenging verloor Nederland alsnog, wat voor Van Nistelrooij en zijn team het einde van het toernooi betekende. Zijn treffer tegen Rusland was zijn zesde op een Europees Kampioenschap, waarmee hij de derde plaats bezet in de all time topscorerslijst.
Op 4 augustus 2008 gaf hij bondscoach van het Nederlands voetbalelftal Bert van Marwijk te kennen dat hij zich volledig wilde richten op zijn toenmalige club Real Madrid. Later kwam hij weer terug op dit besluit en verruilde Real Madrid zelfs voor HSV om aan meer speeltijd te komen en zo fit te raken voor het Wereldkampioenschap in Zuid-Afrika. Uiteindelijk werd Van Nistelrooij niet opgenomen in de voorlopige selectie voor het toernooi.
Van Nistelrooij werd op 30 augustus 2010 weer opgenomen in de selectie van het Nederlands Elftal, ter vervanging van de geblesseerde Robin van Persie. Hij is opgeroepen voor twee wedstrijden in de kwalificatie voor het EK in 2012, tegen San Marino en Finland. In de wedstrijd tegen San Marino maakte Van Nistelrooij het laatste doelpunt, die met 0-5 gewonnen werd. Hij bracht zijn totaal daarmee op 34 goals in 65 wedstrijden, waarmee hij Abe Lenstra en Johan Cruijff wat betreft doelpunten voor Nederland voorbij ging: zij kwamen beiden tot 33 officiële doelpunten.
Voor de dubbele confrontatie tegen Hongarije, werd Van Nistelrooij aanvankelijk niet opgeroepen. Maar door een blessure van Huntelaar werd hij alsnog opgeroepen. In de tweede wedstrijd maakte hij de 3-2, de wedstrijd ging uiteindelijk met 5-3 gewonnen. Met dit doelpunt evenaarde van Nistelrooij een record van Johan Cruijff als het gaat om doelpunten in Ek- en Wk-kwalificatiewedstrijden. Ook vervolgde hij zijn jacht op het record van Patrick Kluivert. Hij evenaarde het doelpunten aantal van Faas Wilkes. Nu is er nog een verschil van 5 doelpunten tussen van Nistelrooij en Kluivert. Op 6 april 2012 werd bekend dat Van Nistelrooij door bondscoach Bert van Marwijk is gebeld, waarin de bondscoach heeft medegedeeld dat Van Nistelrooij geen uitnodiging ontvangt voor het Europees kampioenschap voetbal 2012. Op 14 mei 2012 gaf Van Nistelrooij aan te stoppen met voetballen.

## Carrière als trainer
Op 21 februari 2014 werd bekendgemaakt dat Van Nistelrooij na het WK 2014 in Brazilië assistent-trainer zou worden van bondscoach Guus Hiddink. Van Nistelrooij werd tweede assistent; Danny Blind eerste assistent. Na het vertrek van Hiddink bleef Van Nistelrooij aan als assistent, ditmaal onder Danny Blind. Later werd ook Marco van Basten aangesteld als assistent van Blind.

### PSV
In 2016 begon hij bij de jeugd van PSV. In 2018 volgde hij Mark van Bommel op bij het onder 19-elftal van PSV. Tijdens het EK in 2021 was Van Nistelrooij assistent van bondscoach Frank de Boer. Het team werd in de achtste finales uitgeschakeld door Tsjechië. Na het eindtoernooi ging Van Nistelrooij aan de slag als hoofdtrainer van Jong PSV. Toen bekend werd dat Roger Schmidt de hoofdmacht van PSV zou verlaten, werd Van Nistelrooij genoemd als mogelijke opvolger. Eerst bedankte hij, maar toen hij enkele weken later werd benaderd door de nieuwe algemeen directeur Marcel Brands bedacht hij zich. Met ingang van het seizoen 2022/23 wordt Van Nistelrooij hoofdtrainer van PSV. Hij tekende een contract tot medio 2025. Fred Rutten, André Ooijer, Tim Wolf en Javier Ranabal gaan hem assisteren.
Op 30 juli 2022 won hij met PSV de Johan Cruijff Schaal 2022, door Ajax in Amsterdam met 3–5 te verslaan.
Op 30 april 2023 won hij met PSV de KNVB Beker door Ajax te verslaan na strafschoppen, nadat in de reguliere speeltijd, inclusief verlengingen, de beide ploegen niet verder kwamen dan 1-1.
Op 23 mei 2023 hadden de club en Van Nistelrooij een gesprek en werd door de club besloten na de competitie verder te praten. Een dag later nam Van Nistelrooij per direct ontslag, omdat er volgens hem te weinig draagvlak voor hem zou zijn.

### Manchester United
Op 11 juli 2024 tekende hij een tweejarig contract als assistent-trainer bij Manchester United, waar hij de rechterhand werd van hoofdtrainer Erik ten Hag. Ten Hag werd na een teleurstellende seizoensstart op 28 oktober 2024 ontslagen, waarna Van Nistelrooij meteen de honneurs waarnam als interim-hoofdtrainer. Hij debuteerde twee dagen later in de League Cup met een 5-2 overwinning op Leicester City. Op 1 november 2024 werd Rúben Amorim per 11 november aangesteld als de nieuwe hoofdtrainer. Tot die tijd bleef Van Nistelrooij voor de groep staan. Zijn Premier League-debuut als (interim-)hoofdtrainer volgde op 3 november 2024 tegen het Chelsea van oud-ploeggenoot Enzo Maresca. De wedstrijd eindigde in 1-1. Op 10 november won Manchester United onder Van Nistelrooij met 3-0 van Leicester City. Een dag later werd bekend dat hij geen onderdeel uit zou maken van de nieuwe technische staf onder leiding van Amorim.

### Leicester City
Na zijn interimperiode bij Manchester United ontstond er belangstelling bij meerdere clubs, waaronder Burnley en Hamburger SV, om Van Nistelrooij aan te stellen als hoofdtrainer. Het was uiteindelijk Leicester City, waar Van Nistelrooij enkele weken eerder nog van won, dat hem op 29 november 2024 aanstelde als hoofdtrainer van de club. Van Nistelrooij kreeg een contract tot 2027, maar nadat hij met Leicester City degradeerde, gingen de partijen in juni 2025 uit elkaar.

### Als voetbaltrainer
| Team              | L.                 | Van              | Tot              | Record | Record | Record | Record | Record | Record | Record | Record | Ref.   |
| Team              | L.                 | Van              | Tot              | Wed.   | Gew.   | Gel.   | Ver.   | DV     | DT     | DS     | % Gew. | Ref.   |
| ----------------- | ------------------ | ---------------- | ---------------- | ------ | ------ | ------ | ------ | ------ | ------ | ------ | ------ | ------ |
| Jong PSV          | Vlag van Nederland | 1 juni 2021      | 18 mei 2022      | 38     | 11     | 11     | 16     | 61     | 63     | -2     | 28,95  | [ 32 ] |
| PSV               | Vlag van Nederland | 19 mei 2022      | 24 mei 2023      | 51     | 33     | 10     | 8      | 126    | 60     | +66    | 64.71  | [ 33 ] |
| Manchester United | Vlag van Engeland  | 28 oktober 2024  | 10 november 2024 | 4      | 3      | 0      | 1      | 11     | 3      | +8     | 75.00  | [ 34 ] |
| Leicester City    | Vlag van Engeland  | 29 november 2024 | heden            | 1      | 0      | 0      | 0      | 3      | 1      | +2     | 100.00 | [ 35 ] |
| Totaal            | Totaal             | Totaal           | Totaal           | 94     | 48     | 22     | 24     | 201    | 127    | +74    | 51.06  |        |

Resultaten per club, bijgewerkt tot en met 4 december 2024

## Incidenten
Tijdens een kwalificatiewedstrijd tegen Tsjechië voor het Euro 2004 voetbal werd Van Nistelrooij gewisseld door bondscoach Dick Advocaat. Hij was daar zo boos over dat hij een bidon richting Advocaat schopte.
Na de halve finale van Euro 2004 zou Van Nistelrooij scheidsrechter Anders Frisk beledigd hebben. Hij zou Frisk een thuisfluiter genoemd hebben en kreeg om die reden een schorsing van 2 wedstrijden. De KNVB wilde in eerste instantie in beroep gaan, maar besloot later ervan af te zien.
Tijdens de interland Nederland-Andorra (4-0) in aanloop van het WK in 2006, werd Van Nistelrooij flink aangepakt door de verdedigers van Andorra. Heel de wedstrijd werd hij hard aangepakt en geschopt door Antoni Lima (Andorra). Op het moment dat hij een penalty mocht nemen en deze gemist had, kwam diezelfde Lima naar hem toe om hem even goed in het gezicht uit te lachen. Nadat hij zijn sportieve revanche had genomen door de 4-0 te maken, liep Van Nistelrooij naar deze verdediger toe en begon voor zijn neus te juichen. Die actie kostte Van Nistelrooij een gele kaart.
Tijdens een training van het Nederlands elftal in oktober 2005 gaf Van Nistelrooij een knietje aan verdediger Ron Vlaar, die hem tijdens de training vaak de baas was. Na de training bood Van Nistelrooij zijn excuses aan Vlaar en de gehele selectie aan.
Tijdens een training van Manchester United sloeg Van Nistelrooij teamgenoot Louis Saha, nadat deze commentaar had geuit over zijn spel. Van Nistelrooij was eerder al in gevecht geraakt met Cristiano Ronaldo omdat deze tijdens een wedstrijd de bal niet snel genoeg zou hebben afgegeven.
Het vertrek bij Manchester United ging niet zonder problemen. Het conflict ontstond toen Ferguson Van Nistelrooij niet in liet vallen tijdens de finale om de Carling Cup. Vijf jaar na dato nam Van Nistelrooij desalniettemin contact op met Ferguson om hem te bedanken voor de mooie en succesvolle tijd die hij bij Manchester United heeft gehad.

## Naast het voetbal

### Privé
Op 10 juli 2004 trouwde Van Nistelrooij. Hij heeft twee kinderen.

### Naam
Bij zijn eerste seizoen in Manchester was de naam Van Nistelrooij een probleem bij het Engelse publiek. Het voorvoegsel “van” was daar vreemd, en hierom kreeg Van Nistelrooij ook de bijnaam Van the Man.
De oorspronkelijke schrijfwijze van Van Nistelrooijs achternaam is Van Nistelrooij, maar die veranderde hij met het oog op een buitenlandse transfer naar Van Nistelrooy, zoals eerder Johan Cruijff dit deed. De letter “ij” is namelijk onbekend en moeilijk uit te spreken voor mensen die de Nederlandse taal niet spreken. Een ander probleem met Van Nistelrooijs achternaam kwam voor na zijn transfer naar Manchester United: de naam paste niet op de shirts, en dan met name de kindershirts. De club had daarom speciaal kleinere letters besteld om aan de vraag naar Van Nistelrooij-shirts te kunnen voldoen. Op het echte shirt werd Van Nistelrooijs achternaam echter gespeld als “v. Nistelrooij”, wat voor enige verwarring zorgde in Engeland. Weinigen wisten namelijk waar de “v” voor stond.
De achternaam van Van Nistelrooij is overigens afgeleid van de plaatsnaam Nistelrode, waar zijn (verre) voorouders vermoedelijk vandaan komen.

### Clubliefde
Toen Van Nistelrooij de overstap maakte van FC Den Bosch naar sc Heerenveen, verliet hij letterlijk met tranen in de ogen de Brabantse hoofdstad. Hij wilde niet weg bij de club waar hij elf jaar voetbalde, maar wilde ook niet nog een seizoen in de eerste divisie meemaken. Toen Den Bosch op het nippertje promotie naar de eredivisie mis liep, koos hij voor zijn carrière en voor sc Heerenveen, hoewel AZ meer geld wilde neertellen voor het Bossche talent. FC Den Bosch hoopte toch meer over te houden aan de transfer en tipte PSV, maar Dick Advocaat oordeelde dat Van Nistelrooij te licht was voor het grote werk. Een jaar later telde PSV 12 miljoen gulden neer voor de spits.
Van Nistelrooij is tijdens zijn carrière altijd een supporter gebleven van FC Den Bosch. Samen met voormalig ploegmaat Anthony Lurling bezoekt hij waar mogelijk thuiswedstrijden van Den Bosch. Sinds twee seizoenen sponsort Van Nistelrooij de jeugdopleiding van FC Den Bosch met jaarlijks 50.000 euro.

### Liedschrijver
In 2006 schreef Van Nistelrooij mee aan Ik wil dat ons land juicht van Guus Meeuwis, een aanmoedigingslied voor het Wereldkampioenschap Voetbal 2006. Dit lied werd een grote hit tijdens dit WK, het piekte op de tweede plaats in de Single Top 100 en op de vijfde plaats in de Top 40.

## Erelijst
Als speler

| Competitie           |       |                  |
| Aantal               | Jaren |                  |
| PSV                  |       |                  |
| Eredivisie           | 2x    | 1999/00, 2000/01 |
| Johan Cruijff Schaal | 1x    | 1998             |
| Manchester United    |       |                  |
| Premier League       | 1x    | 2002/03          |
| FA Cup               | 1x    | 2003/04          |
| Football League Cup  | 1x    | 2005/06          |
| FA Community Shield  | 1x    | 2003             |
| Real Madrid          |       |                  |
| Primera División     | 2x    | 2006/07, 2007/08 |
| Supercopa de España  | 1x    | 2008/09          |

Als trainer

| Competitie           |       |         |
| Aantal               | Jaren |         |
| PSV                  |       |         |
| KNVB Beker           | 1x    | 2022/23 |
| Johan Cruijff Schaal | 1x    | 2022    |

## Individueel
- Nederlands voetballer van het jaar: 1998/1999, 1999/2000
- Topscorer Eredivisie: 1998/1999, 1999/2000
- Topscorer Premier League: 2002/2003
- Topscorer Primera División: 2006/2007
- Engels Speler van het Jaar: 2001
- Premier League Golden Boot: 2002/2003

## Records en mijlpalen
- Vierde plaats Europees-topscorers aller tijden met 62 doelpunten.
- Op 4 oktober 2007 tijdens de Champions League wedstrijd uit in Rome tegen Lazio Roma scoort Van Nistelrooij twee keer en komt op het aantal van 300 doelpunten in z'n carrière. De wedstrijd eindigt in 2-2.
- Eerste Manchester United-speler die 8/10 wedstrijden achter elkaar wist te scoren.
- Meeste Europese doelpunten voor Manchester United (38, record voorheen in handen van Denis Law met 28).
- Eerste speler in Premier League die 10 competitiewedstrijden achter elkaar wist te scoren.
- Alleen Cristiano Ronaldo en Lionel Messi sloten meer seizoenen van de Champions League af als topscorer. Ronaldo deed dat zes keer, Messi vijf keer en Van Nistelrooij was drie keer topscorer.

## Citaten
- "Doelpunten zijn als ketchup. Als ze eenmaal komen, dan blijven ze komen."
- "Mensen zeggen dat het een onderdeel van het spelletje is, je verliest soms en je wint soms. Maar niet voor mij."